# 石野村
石野村（いしのむら）は、かつて愛知県西加茂郡にあった村。
猿投町に編入され、平成の大合併以前の豊田市北部に該当する。
村名は、前身となった村の名から一文字ずつとった、合成地名である。
現在は旧村域に東海環状自動車道豊田勘八ICが設置されている。

## 沿革
- 江戸時代末期、この地域は吉田藩領、旗本領などであった。
- 1906年（明治39年）7月1日 - 七重村、石下瀬村、中野村と富貴下村の一部[2]、四谷村の一部[3]。が合併し、石野村が発足。
- 1955年（昭和30年）3月1日 - 猿投町へ編入される。

## 交通機関
- 名古屋鉄道三河線[4]
  - 西中金駅・三河広瀬駅

## 教育
- 石野村立東広瀬小学校（現・豊田市立東広瀬小学校）
- 石野村立中金小学校（現・豊田市立中金小学校）
- 石野村立上鷹見小学校（現・豊田市立上鷹見小学校）
- 石野村立藤沢小学校（豊田市立藤沢小学校となった後、2009年度をもって廃校）
- 石野村立石野中学校（現・豊田市立石野中学校）